# 乌乌尔詹·恰克尔
乌乌尔詹·恰克尔（土耳其語：Uğurcan Çakır；1996年4月5日—），土耳其足球運動員，司職守門員，現效力土超球會特拉布宗體育，土耳其國家足球隊成員。

## 俱樂部生涯
恰克爾出生於1996年4月5日，出道於特拉布宗體育本隊的青訓系統，身高達到1米91。
恰克爾經過幾年的外租後，於2018年回到特拉布宗體育後成為了一線隊的常規一員，他把握球隊一號門將受傷的機會成為了主力，2018/19賽季為球隊出場了20次，而本賽季成為球隊的絕對主力，各項賽事共出場了28次並且表現出色。在土超聯賽中，他在25次出場中僅丟27球保持4場零封，帶領特拉布宗體育擊敗土耳其三大豪門加拉塔沙雷、贝西克塔什和費內巴切升上土超積分榜榜首。

## 國家隊生涯
恰克爾因為聯賽中的出色表現已經得到了入選土耳其國家足球隊的機會，並在土耳其對陣希臘的比賽中上演了國家隊首秀。

## 外部連結
- 乌古尔坎·恰基尔 （页面存档备份，存于）在土耳其足协官网中的档案
- 乌乌尔詹·恰克尔－UEFA國際賽競賽紀錄
- 乌乌尔詹·恰克尔在 National-Football-Teams.com 上的出场纪录
- Soccerway資料庫：乌乌尔詹·恰克尔